# Войвода
Войво́да (болг. Войвода) — село в Шуменській області Болгарії. Входить до складу общини Новий Пазар.

## Населення
За даними перепису населення 2011 року у селі проживала 421 особа.
Національний склад населення села:
| Національність   | Кількість осіб | Відсоток |
| ---------------- | -------------- | -------- |
| турки            | 286            | 68,8%    |
| болгари          | 90             | 21,6%    |
| цигани           | 33             | 7,9%     |
| Всього відповіли | 416            |          |

Розподіл населення за віком у 2011 році:
Динаміка населення: